# Diocese de Alessandria
A Diocese de Alessandria (da Paglia) (Dioecesis Alexandrina Statiellorum) é uma circunscrição eclesiástica da Igreja Católica na Itália, pertencente à Província Eclesiástica do Piemonte e à Conferenza Episcopale Italiana, sendo sufragânea da Arquidiocese de Vercelli.
A sé episcopal está na Duomo de Alessandria.

## Território
Em 2015 contava 149 mil batizados, numa população de 159 mil habitantes. As paróquias da diocese são 75. O território é dividido em 9 zonas pastorais:
- Alessandria Centro
- Alessandria Cristo
- Alessandria Periferìa
- Bormida
- Fraschetta
- Marengo
- Orba
- Valenza Po
- Tanaro

## História
A Diocese foi erguida em 1175 por Papa Alexandre III, e lhe foi dedicada a cidade. A área era praticamente como a atual.
Em 1213 a diocese foi suprimida. Depois de várias administrações, foi restabelecida, em 1405 por Papa Inocêncio VII.
Em 1803 foi novamente suprimida, sendo parte da Diocese de Casale Monferrato. Foi restabelecida em 17 de julho 1817 como sufragante da Arquidiocese de Vercelli. Foi Sé vacante de 1854 até 1867.

### Nossa Senhora da Sálve
O titulo original era Nossa Senhora do espasmo, que foi trocado em Nossa Senhora da Sálve depois de 24 de abril 1849; a lenda diz que naquele dia a estatua de Nossa Senhora, durante a festa de São Jorge, começou suar e todos os que faziam pedido recebiam graças por ela.

### Santos e Beatos da Diocese
- São Baudolino, padroeiro da cidade
- Sao Bruno de Solero
- Sao Ugo Canefri
- São Papa Pio V
- São Paulo da Cruz
- São Gregório Maria Grassi
- Beato Gerárdo Cagnoli
- Beato Tomás de Alessandria
- Beato Guglielmo Zucchi
- Beato Francisco Faà de Bruno
- Beata Madre Teresa Grillo Michel

Foi aberto o processo da beatificação de Madre Carolina Beltrami.

## Cronologia dos bispos do século XX
Bispos recentes:
- Giuseppe Capecci, O.S.A. † (19 de abril 1897-16 de julho 1918)
- Giosuè Signori † (23 de dezembro 1919-21 de novembro 1922, nomeado Arcebispo de Génova
- Nicolao Milone † (21 de novembro 1922-11 de março 1945)
- Giuseppe Pietro Gagnor, O.P. † (30 de outubro 1945-4 de novembro 1964)
- Giuseppe Almici † (17 de janeiro 1965-17 de julho 1980)
- Ferdinando Maggioni † (17 de julho 1980-22 de abril 1989)
- Fernando Charrier (22 de abril 1989-4 de abril 2007)
- Giuseppe Versaldi (4 de abril 2007-21 de setembro de 2011)
- Guido Gallese (desde 20 de outubro de 2012)